# Lysá hora
Lysá hora (phát âm tiếng Séc: [ˈlɪsaː ˈɦora]; tiếng Ba Lan: Łysa Góra; tiếng Đức: Lysa-berg, Kahlberg, tiếng địa phương: Gigula) là ngọn núi cao nhất của dãy Moravia-Silesia ở vùng đất lịch sử Cieszyn Silesia, Cộng hòa Séc. Đây là một trong những nơi ít mưa nhất của đất nước với lượng mưa trung bình hàng năm chỉ rơi vào khoảng 1.500 mm (60 in). Với độ cao 1,323 mét, Lysá hora xếp ở vị trí thứ 26 trong những ngọn núi cao nhất ở Cộng hòa Séc.

## Từ nguyên
Tên Lysá hora có thể dịch là núi "trọc"; cái tên bắt nguồn từ thực tế là Lysá hora không có cây cối, và đây cũng là điểm đặc trưng thu hút sự tò mò của khách tham quan. Ngoài ra, ngọn núi này còn có tên gọi là Lissa huera trong một tài liệu viết từ năm 1261.

## Du lịch
Ngày nay, ngọn núi trở thành địa điểm nổi tiếng để đi bộ đường dài vào mùa hè, thu hút những người đi bộ đường dài bình thường và những người hâm mộ môn đi bộ. Bên cạnh đó, nơi đây cũng được xem là điểm đến lý tưởng dành cho những người yêu thích bộ môn thể thao trượt tuyết băng và trượt tuyết đổ đèo với khu trượt tuyết hiện đại bậc nhất khu vực.
Gò đá Ivančena được dựng lên trên đỉnh núi trở thành đài tưởng niệm các Hướng đạo sinh bị hành quyết vào tháng 4 năm 1945 ở thị trấn Cieszyn (thuộc Ba Lan ngày nay) vì đã tham gia kháng chiến chống phát xít Đức. Vào tháng 4 hằng năm, rất đông du khách đến đây để dành những lời tri ân sâu sắc tưởng nhớ công lao của các thế hệ đi trước.

## Bộ sưu tập

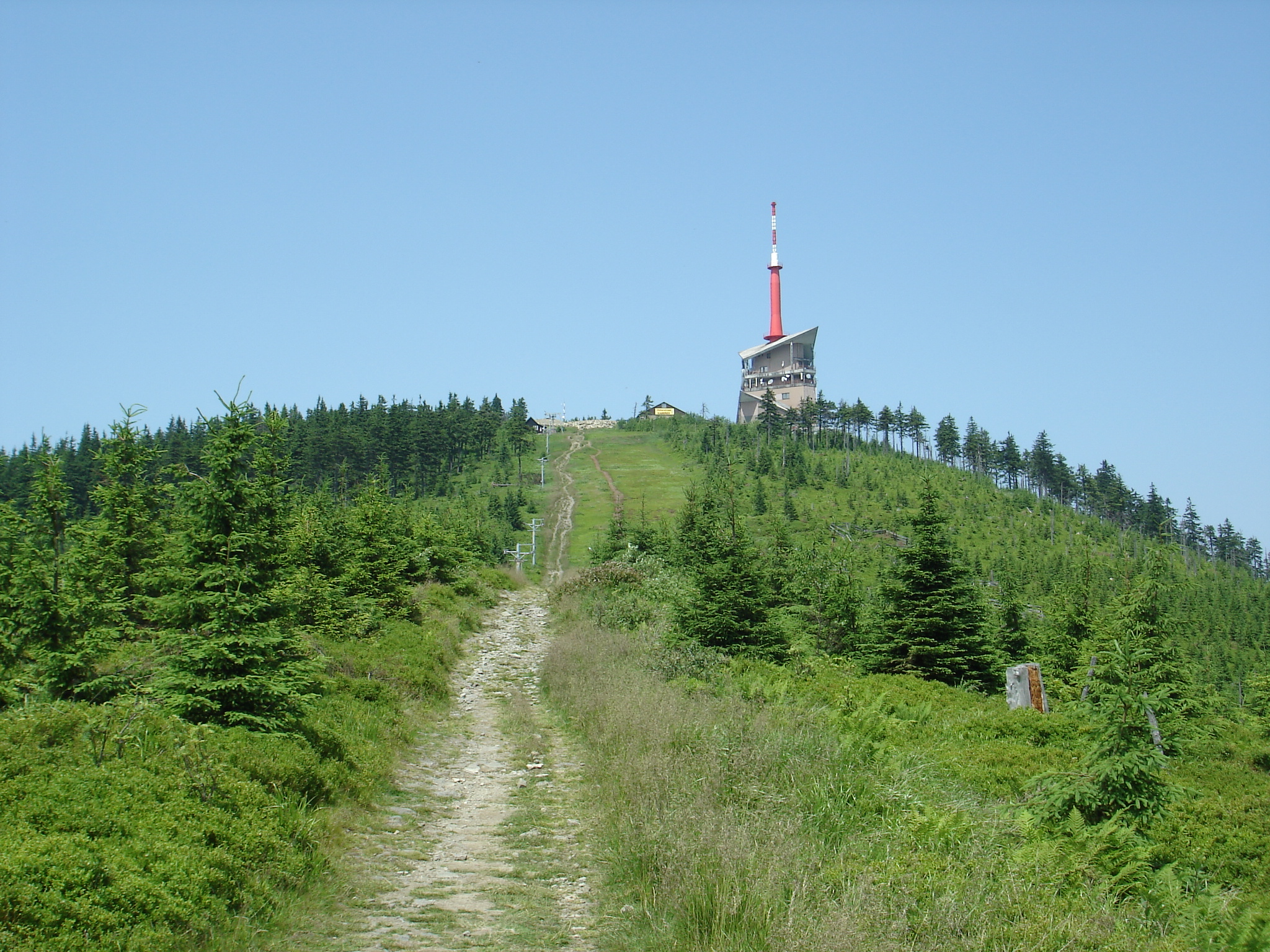
Vào mùa hè
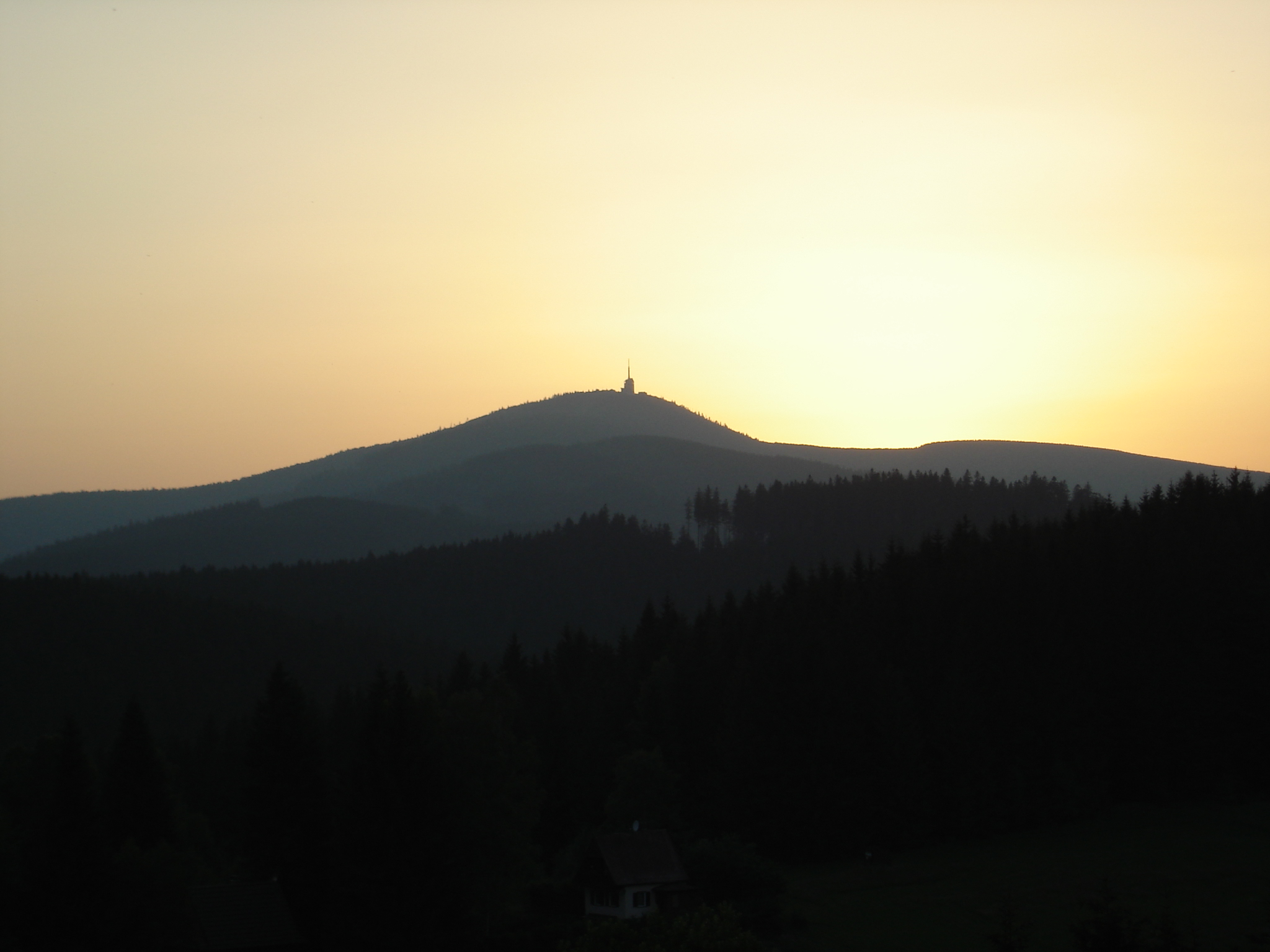
Hoàng hôn
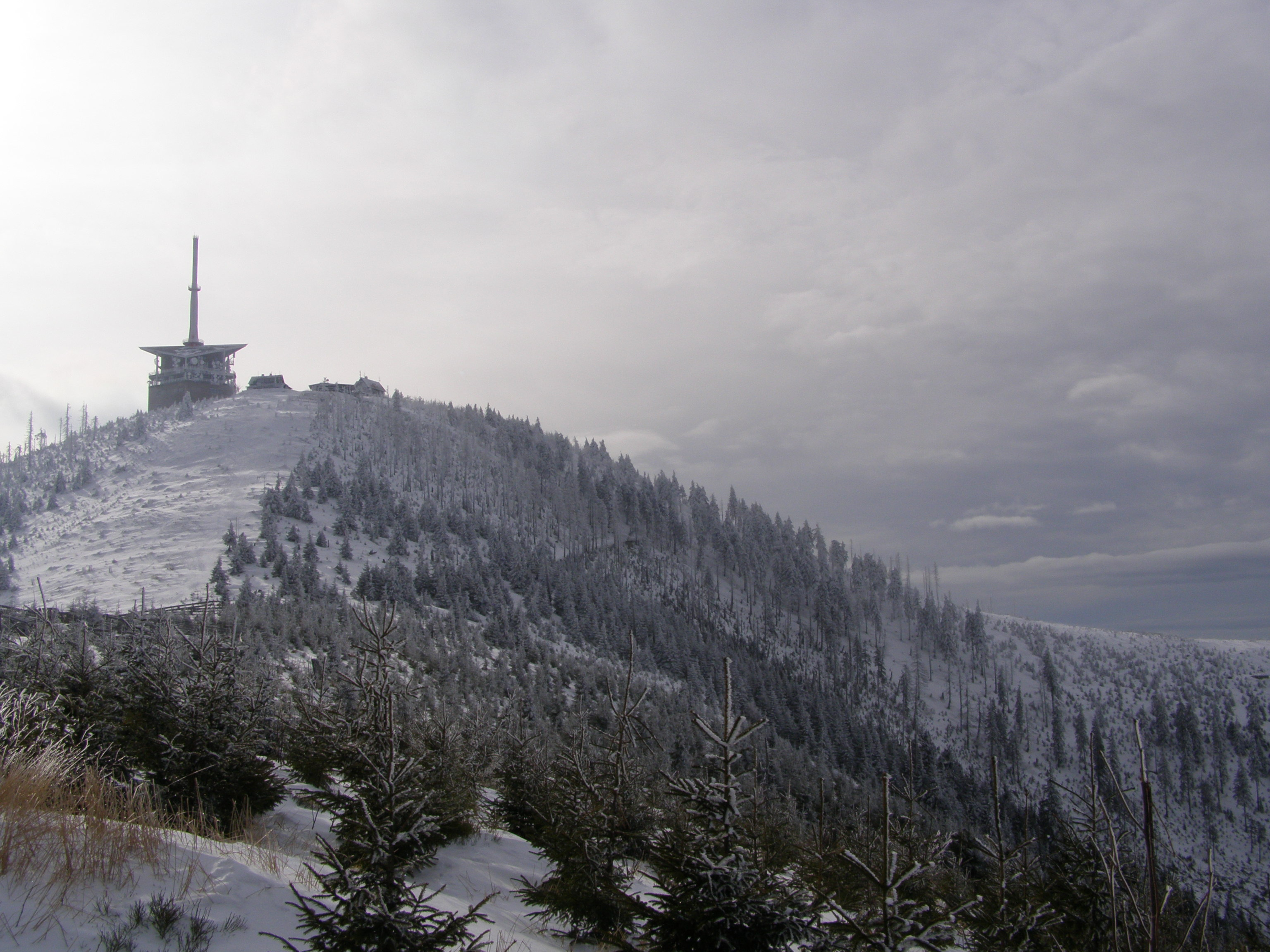
Vào mùa đông